# Groot-Concepción
Groot-Concepción (Spaans: Gran Concepción) is de op een na grootste agglomeratie in Chili, na Groot-Santiago met 971.285 inwoners (2017).
Het dankt zijn naam aan de stad Concepción, de regionale hoofdstad en belangrijkste stad.

## Bijbehorende Gemeenten
- Concepción
- Talcahuano
- San Pedro de la Paz
- Penco
- Hualpén
- Chiguayante
- Coronel
- Lota
- Hualqui
- Tomé

### Onderwijs

#### Universiteit
- Universidad de Concepción (Concepción)
- Universidad del Bío-Bío (Concepción)
- Universidad Católica de la Santísima Concepción (Concepción)
- Universidad Técnica Federico Santa María (Hualpén)
- Universidad de Los Lagos (Concepción)
- Universidad del Desarrollo (Concepción)
- Universidad San Sebastián (Concepción)
- Universidad Andrés Bello (Talcahuano)
- Universidad Santo Tomás (Concepción)
- Universidad Tecnológica de Chile (Talcahuano)
- Universidad de las Américas (Concepción)
- Universidad La República (Concepción)
- Universidad ARCIS (Concepción)
- Universidad Bolivariana (Concepción)
- Universidad de Pedro de Valdivia (Concepción)
- Universidad del Pacífico (Concepción)

#### Instituut
- Instituto Profesional INACAP (Talcahuano)
- Instituto Profesional DuocUC (Concepción)
- Instituto Profesional Santo Tomás (Concepción)
- Instituto Profesional AIEP (Concepción)
- Instituto Profesional Providencia (Concepción)
- Instituto de Estudios Bancarios Guillermo Subercaseaux (Concepción)
- Instituto Profesional Virginio Gómez (Concepción)
- Instituto Profesional Diego Portales (Concepción)
- Instituto Tecnológico UCSC (Talcahuano)
- Instituto Profesional La Araucana (Concepción)
- Instituto Profesional Valle Central (Concepción)